# Ford Center (Evansville)
Le Ford Center est une salle omnisports située à Evansville, dans l'État de Indiana. L'arène est principalement utilisée pour les rencontres de hockey sur glace, basket-ball et les concerts.
Elle a été la patinoire des IceMen d'Evansville de l'East Coast Hockey League depuis 2011. Elle a une capacité de 9 437 places pour le hockey sur glace, 10 000 places pour basket-ball, et 11 000 places assises au maximum pour les concerts.

## Histoire
Le Ford Center est inauguré en novembre 2011 pour un coût de construction de $127.5 millions de dollars. 